# Franz Xaver Osterrieder
Franz Xaver Osterrieder (* 2. April 1869 in Abensberg; † 29. Oktober 1949 in München; Pseud. Bavaricus) war ein niederbayerischer Kunst- und Heimatschriftsteller.

## Leben
Franz Xaver Osterrieder wurde 1869 im niederbayerischen Abensberg als Sohn eines Bäckers und Bruder des späteren Bildhauers Sebastian Osterrieder geboren. 1865 bis 1908 war er im Versicherungsdienst tätig, seit 1912 als freier Schriftsteller. Neben seiner Versicherungstätigkeit besuchte er Vorlesungen an der Universität München, war ansonsten aber Autodidakt. Er war Mitbegründer des Abensberger Heimatvereins (siehe auch Herzogskasten (Abensberg)) und seit 1929 Ehrenbürger der Stadt. Mit seiner Lebensgefährtin, der Schriftstellerin Franziska Hager, lebte er in München. Osterrieder veröffentlichte in verschiedenen Zeitungen, vor allem zur Geschichte von Abensberg und der Hallertau, bayerischer Volksmusik, aber auch allgemein zu (bayerischer) Kultur- und Zeitgeschichte.

## Schriften (Auswahl)
- Wilhelm Mauke. Das Verzeichnis seiner Werke. München 1926.
- Aventins vierhundertjährige Geburtstagsfeier in Abensberg: Aus Drucksachen und Zeitungsausschnitten. München 1927.
- Die Entstehung des Abensberger Heimatmuseums: Aus Abschriften von Briefen und Urkunden. 1927.
- Die Abensberger Hundsbuckel-Musikanten, die bayerischen Tänze und Anton Bruckner. Heimatklänge 5.6 (1931).
- Land der Kindheit und Jugend: Erinnerungen. Beilage zu Heimatklänge 1 (1931).
- Die Auswirkungen der Bismarckschen Politik im Bezirk Abensberg. München 1943.